# Марокко на «Евровидении»
Марокко впервые приняла участие в конкурсе песни «Евровидение» в 1980 году. Тогда страну представила Самира Бенсаид. Также, на данный момент это считается первым и последним участием Марокко.
В дальнейшем Марокко больше не принимала участие в Евровидении, ссылаясь на участие в конкурсе Израиля.
Второй марокканский вещатель 2M TV выразил своё намерение присоединиться к Европейскому вещательному Союзу (EBU). Если их заявка будет удовлетворена, Марокко будет иметь право вернуться к конкурсу с альтернативным вещателем.
В мае 2018 года израильский министр связи объявил, что пригласит страны-участницы форума Арабского мира для участия в конкурсе, но Марокко не было в списке стран-участниц, опубликованном 7 ноября 2018 года.
1 февраля 2020 года стало известно, что Марокко заинтересовано в возвращении на конкурс Евровидение в 2021 году, но в связи с напряжёнными отношениями арабских стран и Израиля точных заявлений о возвращении на конкурс пока не поступало.

## Участники
| Год                      | Место проведения | Исполнитель    | Песня                       | Перевод            | Язык     | Финал | Финал | Полуфинал           | Полуфинал           |
| Год                      | Место проведения | Исполнитель    | Песня                       | Перевод            | Язык     | Место | Баллы | Место               | Баллы               |
| ------------------------ | ---------------- | -------------- | --------------------------- | ------------------ | -------- | ----- | ----- | ------------------- | ------------------- |
| 1980                     | Гаага            | Самира Бенсаид | «بطاقة حب» («Bitaqat khub») | «Любовная записка» | Арабский | 18    | 7     | Полуфиналов не было | Полуфиналов не было |
| Не участвует с 1981 года |                  |                |                             |                    |          |       |       |                     |                     |

## Голосование
Ниже представлены ТОП-10 стран по голованию на момент окончания конкурса 2025 года. При одинаковом количестве баллов страны следуют друг за другом на основании наивысших из полученных баллов.
| 1  | Италия                                   | 7                                        | Турция         | 12 |
| 2  | Страна не получила баллы от других стран | Страна не получила баллы от других стран | Германия       | 10 |
| 3  | Страна не получила баллы от других стран | Страна не получила баллы от других стран | Великобритания | 8  |
| 4  | Страна не получила баллы от других стран | Страна не получила баллы от других стран | Швейцария      | 7  |
| 5  | Страна не получила баллы от других стран | Страна не получила баллы от других стран | Швеция         | 6  |
| 6  | Страна не получила баллы от других стран | Страна не получила баллы от других стран | Испания        | 5  |
| 7  | Страна не получила баллы от других стран | Страна не получила баллы от других стран | Норвегия       | 4  |
| 8  | Страна не получила баллы от других стран | Страна не получила баллы от других стран | Австрия        | 3  |
| 9  | Страна не получила баллы от других стран | Страна не получила баллы от других стран | Дания          | 2  |
| 10 | Страна не получила баллы от других стран | Страна не получила баллы от других стран | Франция        | 1  |

## Причина неучастия
Из-за плохой ситуации тогдашний король Марокко Хасан II сообщил, что было принято решение о том, что страна не вернётся в последующие годы. Кроме того, учитывая присутствие Израиля в конкурсе, маловероятно, что будут представлены какие-либо дальнейшие марокканские заявки.
Этот результат не повлиял на карьеру Бенсаид, поскольку её популярность в арабском мире продолжила расти.